# Rynge och Vallösa
Rynge och Vallösa är sedan 2015 en av SCB avgränsad och namnsatt tätort i Sjörups distrikt, Ystads kommun i Skåne län. En mindre obebodd del av tätorten ligger i Skurups kommun. Den består av bebyggelse i kyrkbyn Vallösa, med Vallösa kyrka, och orten Rynge norr därom. Den definierade tätorten omges av skoglös bördig åkermark och sträcker sig tre kilometer från Europaväg E65 i norr till Vallösa boställe i syd. 
Rynge definierades 1990–2015 som en egen småort.
| Befolkningsutvecklingen i Rynge och Vallösa 2015–2020 | Befolkningsutvecklingen i Rynge och Vallösa 2015–2020 | Befolkningsutvecklingen i Rynge och Vallösa 2015–2020 | Befolkningsutvecklingen i Rynge och Vallösa 2015–2020 | Befolkningsutvecklingen i Rynge och Vallösa 2015–2020 |
| ----------------------------------------------------- | ----------------------------------------------------- | ----------------------------------------------------- | ----------------------------------------------------- | ----------------------------------------------------- |
|                                                       |                                                       |                                                       |                                                       |                                                       |
| År                                                    |                                                       |                                                       | Folkmängd                                             | Areal (ha)                                            |
| 2015                                                  | 2015                                                  |                                                       | 210                                                   | 114                                                   |
| 2018                                                  | 2018                                                  |                                                       | 221                                                   | 117                                                   |
| 2020                                                  | 2020                                                  |                                                       | 226                                                   | 116                                                   |
| Anm.: Ny tätort 2015.                                 |                                                       |                                                       |                                                       |                                                       |